# 타이베이 시립 도서관 본관
타이베이 시립 도서관 본관(중국어 정체자: 臺北市立圖書館總館)은 중화민국 타이베이시 다안구 소재의 도서관이다.